# سيرجي باريكو
سيرجي باريكو (31 يناير 1977 تالين إستونيا - ) هو لاعب كرة قدم إستوني، يلعب كحارس مرمى.

## وصلات خارجية
سيرجي باريكو على موقع الاتحاد الدولي (مؤرشف)  (الإنجليزية)
- سيرجي باريكو على موقع الاتحاد الأوربي (الإنجليزية)
- سيرجي باريكو على موقع اتحاد إستونيا (الإنجليزية)
- سيرجي باريكو على موقع قاعدة بيانات كرة القدم.إي يو (الإنجليزية)
- سيرجي باريكو على موقع ناشيونال فوتبول تيمز (الإنجليزية)
- سيرجي باريكو على موقع Soccerway.com (الإنجليزية)
- سيرجي باريكو على موقع عالم كرة القدم.نت (الإنجليزية)